# Snuifdoos

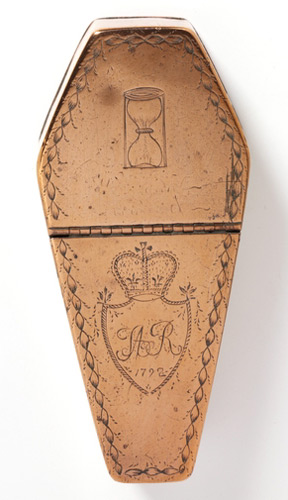
Een koperen snuifdoos uit 1792, in de vorm van een doodskist, Victoria and Albert Museum

Een snuifdoos is een speciaal doosje dat vroeger werd gebruikt om snuiftabak in te bewaren. Het doosje diende tevens als hulpmiddel voor het snuiven van de tabak. Vooral in de 18e eeuw was een snuifdoos iets wat vrijwel elke welgestelde man bij zich had.

## Materialen
De doosjes werden vaak gegraveerd door kunstenaars. Rijke mannen hadden vaak verschillende snuifdozen in hun bezit, waarvan sommige erg rijkelijk waren versierd met onder andere goud en diamanten. De goedkoopste snuifdozen waren echter gewoon van hout. Andere populaire materialen waren schildpad en parelmoer.
De deksels waren vaak versierd met een portret of tekening.

## Populariteit
De snuifdoos was in zijn hoogtijdagen vooral een teken van aanzien, en bleef dat ook een tijdje nadat snuiftabak uit de mode raakte. Zo hadden veel staatshoofden lange tijd de gewoonte om een snuifdoos als eerbetoon te geven aan ambassadeurs en andere bezoekers. Tevens boden koningen bezoekers soms aan wat tabak te nemen uit hun eigen snuifdoos. Hofjuweliers kregen soms grote geldbedragen voor het maken van snuifdozen voor deze gelegenheden.
Vandaag de dag zijn snuifdozen vooral in trek bij musea en amateurverzamelaars. Oude modellen zijn vaak veel geld waard.